# 富比庫
富比庫（英語：Footprintku AI）成立於2015年5月，以雲端平台提供電子設計自動化解決方案的全球性服務科技公司，營運總部設立於台灣高雄軟體科技園區，於美國加州設有業務據點。

## 歷史
富比庫由黃以建（YC Hwang）和陳怡婷（YT Chen）於2015年在台灣高雄市共同創辦，後續吸引富邦金創投。於2021年完成A輪募資，由美國矽谷創投Translink Capital領投，自創立以來募得總計3.5億元新台幣。

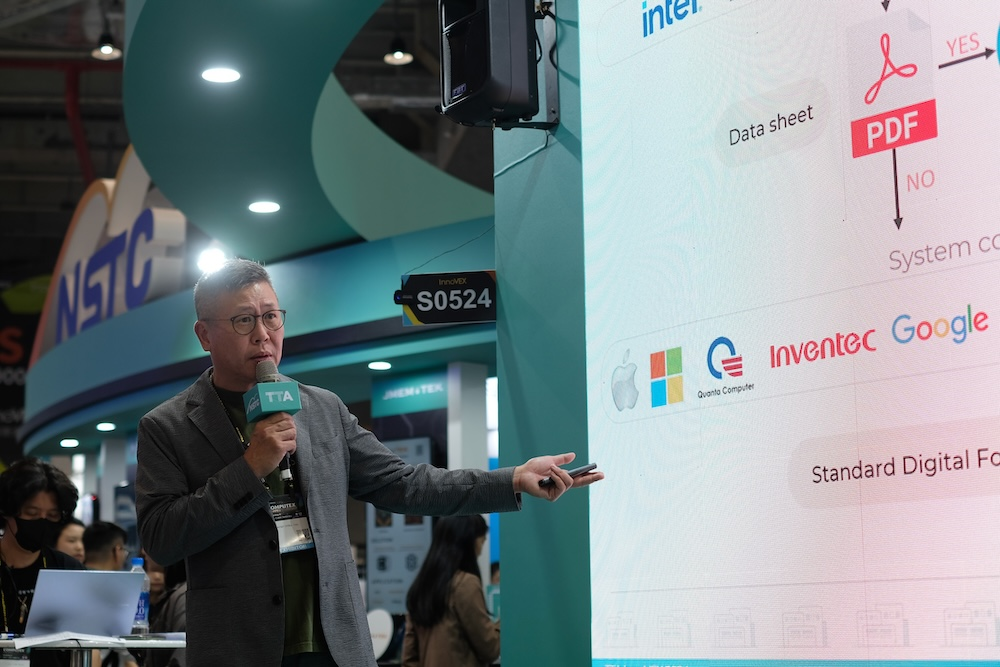
YC Hwang, Founder of Footprintku AI, showcase the power of ECAD Libraries solution for Computex 2024.

在成立富比庫之前，黃以建在矽谷創辦了電子設計公司PalPilot，替Intel、蘋果等大廠做零組件及電子線路圖的設計；會創立富比庫是為改變電子產業過時的行為模式：以人工進行電子設計自動化資料轉換。這種作業流程耗
時且費工，必須以人工閱讀PDF格式的電子零件規格書，後透過工程師使用EDA軟體手動轉換為數位資料。
2024 年獲選由創投公會與今周刊合作舉辦的「新創100大」，該計畫透過 50 家專業創投機構與最知名的 50 位創投領袖選出台灣最具潛力的 100 家新創企業。

## 技術
富比庫的核心技術包括：

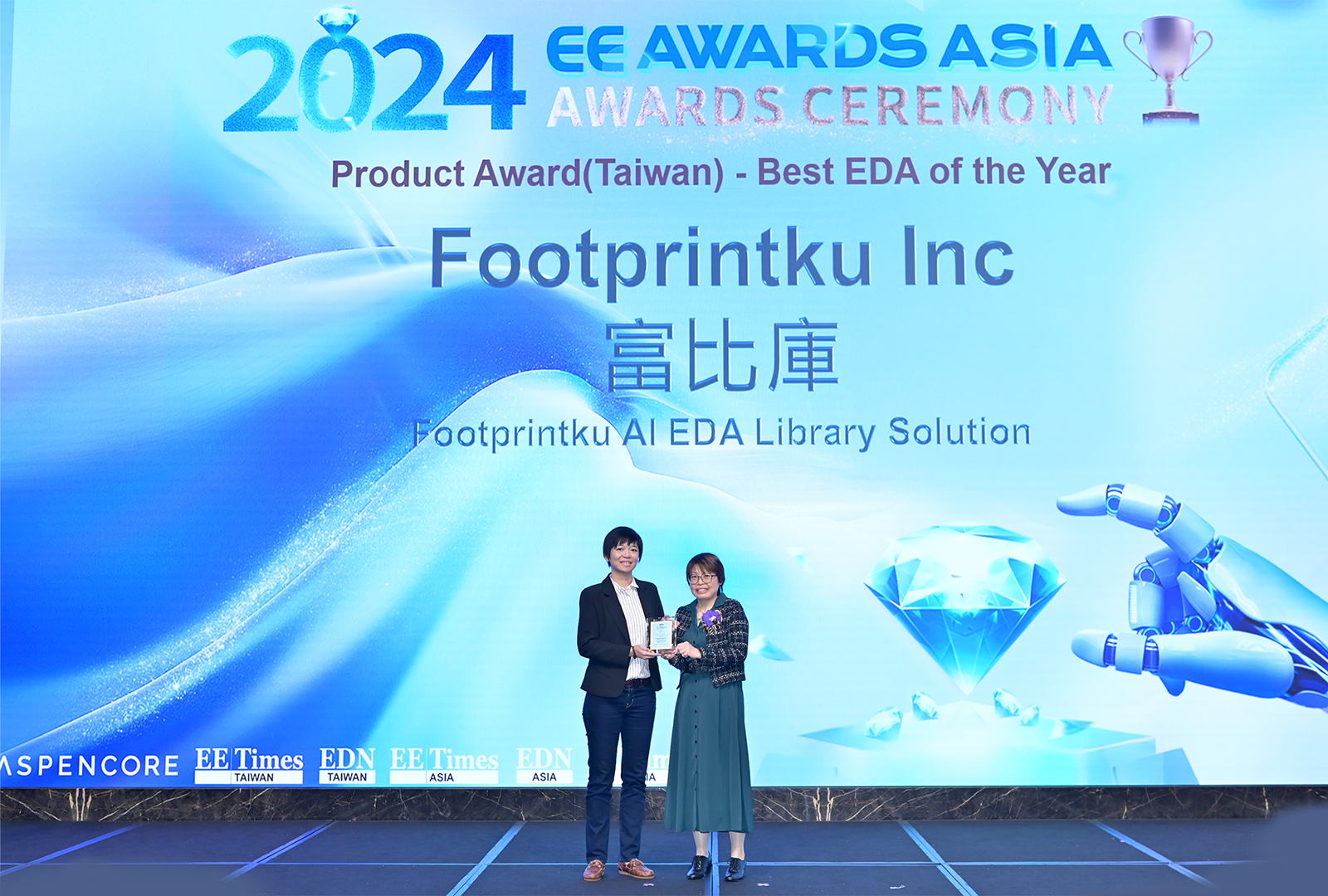
Co-founder and CEO YT Chen represented Footprintku AI to receive the「 EDA Product of the Year 」at the 2024 EE Awards Asia.

- AI數位化技術（IDT）：利用人工智慧自動辨識和解析電子零件規格書中的文字、符號、表格和工程圖，並將其轉化為可應用於設計生產的數位格式。[6]
- EDA Library Solution：客製化可用於設計生產的電子零件數位資料，帶有DFM Rule（設計可製造性規則）的EDA Library。[7]

## 獎項
- 2024年台灣「新創100大」企業。
- 2024年「EE Awards Asia」年度最佳EDA產品獎。

## 技術合作
- 富比庫為微軟AI Infinity Program成員。[8]
- 與CAD Library資料庫平台Ultra Librarian合作。[9][10]
- NVIDIA Inception Program成員。[11]